# Lê Nguyên Hoang
Pour les articles homonymes, voir Hoang.
Lê Nguyên Hoang, né en 1987, est un mathématicien, vidéaste web et écrivain français.
Il est CEO de l'entreprise de cybersécurité Calicarpa, tout en menant une activité de recherche en sécurité de l'intelligence artificielle et de vulgarisation dans différents domaines des sciences, comme les mathématiques, l'informatique ou la physique, et s'attache à promouvoir le bayésianisme, la réflexion sur mieux débattre et l’éthique des intelligences artificielles.

## Biographie

### Jeunesse et formation
Lê Nguyên Hoang nait à Hanoï (Vietnam), en 1987, de parents informaticiens,.
Après des études secondaires au Lycée Lakanal, puis deux années de classes préparatoires scientifiques au lycée Louis-Le-Grand, il intègre en 2007 l'École polytechnique en se classant 20e au concours d'entrée (MP). Par la suite, en 2014, il soutient une thèse de doctorat en mathématiques appliquées préparée à Polytechnique Montréal,. Sa thèse obtient le prix de la meilleure thèse de doctorat en mathématiques décerné par son université.

### Carrière professionnelle
À la suite d'un postdoctorat au MIT en 2015, il obtient un poste de médiateur scientifique et de chercheur à l'EPFL. Son travail de médiation se fait au travers des projets Wandida, accueillant des mini-MOOCs, ZettaBytes, des entretiens filmés avec des professeurs et Étincelles, chaîne de vulgarisation informatique. Travaillant au sein de la faculté d'informatique et communications de l'EPFL, ses recherches se font en informatique théorique avec un accent mis sur l’éthique des intelligences artificielles,.
Il lance, en 2021, une plateforme collaborative appelée Tournesol, dont le but est de produire des recommandations de contenus bénéfiques, afin de lutter contre la désinformation, la mésinformation et la haine sur internet,,. La même année, il rejoint le Conseil d'éthique de la Data et de l'Intelligence Artificielle d'Orange,. Il a été consulté par la commission Bronner.
Il est PDG de l'entreprise Calicarpa, dans le domaine de la cybersécurité.

## Vulgarisation

### YouTube
En 2013, il crée sa première chaîne YouTube en anglais. Mais, il délaisse cette dernière pendant près de 5 ans au vu du succès de sa chaîne en français, avant d'y poster des traductions de ses vidéos sur l'éthique des algorithmes.
En 2016, il lance sa chaîne Science4All, qui compte plus de 246 000 abonnés (novembre 2024). Cette chaîne parle de mathématiques, d'informatique, de sciences et de philosophie. Il a publié des séries de vidéos sur les mathématiques de classes préparatoires, la relativité générale, l'infini et les fondements des mathématiques, la démocratie sous l'angle de la théorie des jeux, comment mieux débattre, l'intelligence artificielle et le machine learning, la pandémie de COVID-19, le bayésianisme et l'éthique des algorithmes.
Il anime aussi la série Crypto de la chaîne String Theory, le podcast « Axiome » avec Thibaut Giraud, vidéaste de la chaîne Monsieur Phi, le podcast « Probablement? », qui interviewe des experts de différents domaines et le podcast « Robustly Beneficial », qui discute de récents travaux de recherche.

### Écrivain
En 2017, il est co-auteur de l'ouvrage La science à contrepied écrit par le collectif du Café des sciences.
En 2018, il publie le livre La formule du savoir, traduit depuis en anglais et en chinois, où est défendu le bayésianisme. Ce livre distingue en particulier le pur bayésianisme, qui correspond à l’induction de Solomonoff (en), et le bayésianisme pragmatique, qui cherche à approcher rapidement les calculs bayésiens exacts par des calculs heuristiques.
En 2019, il publie le livre Le fabuleux chantier, co-écrit avec El Mahdi El Mhamdi, professeur à Polytechnique et chercheur chez Google. Ce livre défend l'urgence à rendre les intelligences artificielles robustement bénéfiques, mais aussi la difficulté d'y arriver. Appuyé par les avancées récentes en intelligence artificielle, le livre esquisse une ébauche de feuille de route pour parvenir à concevoir des algorithmes robustement bénéfiques.
Quelques mois plus tard, il publie le livre Turing à la plage, co-écrit avec Rachid Guerraoui. Ce livre introduit aux concepts d'intelligence artificielle et d'algorithmes, en se basant sur les travaux fondateurs d'Alan Turing, et en évoquant leurs utilisations modernes en informatique.
En novembre 2021, il co-écrit avec Tristan Le Magoarou, médecin de santé publique, SmartPoop: L'histoire d'une IA qui se lâche, une science-fiction visant à sensibiliser au danger des algorithmes et aux défis de les rendre robustement bénéfiques,.
En mars 2024, il co-écrit avec Jean-Lou Fourquet le livre La Dictature des Algorithmes, qui cherche à montrer le danger d'algorithmes contrôlés par des multinationales ou des États totalitaires sur la démocratie, et à proposer des remèdes.
En septembre 2024, il publie Guide de survie au cybercrime en entreprise, co-écrit avec Romain du Marais et préfacé par Guillaume Poupard. Dans ce livre sont vulgarisés les principes fondamentaux de la sécurité des systèmes d'information (SSI), comme la défense en profondeur, la réduction de la surface d’attaque, ou encore le fait que l'humain fait partie du système d'information à protéger.

### Autres activités
Il lance en 2012 un site internet où il publie des articles à destination des chercheurs ainsi que des amateurs de science.
Pendant sa thèse, en 2013, il représente son université à la finale canadienne du concours Ma thèse en 180 secondes.
En 2020, il est nommé au Forum des 100.

## Publications
- (en) Rémi Pacqueau, François Soumis et Lê Nguyên Hoang, A Fast and Accurate Algorithm for Stochastic Integer Programming, Applied to Stochastic Shift Scheduling, Groupe d'études et de recherche en analyse des décisions, 2012.
- Lê Nguyên Hoang, Conception bayésienne de mécanismes et quantification de l'équité appliquées à la construction d'horaires personnalisés, thèse de doctorat, 2014[6].
- Lê Nguyên Hoang, La science à contrepied, avec le Café des sciences, Belin, 2017.
- (en) Lê Nguyên Hoang, « Strategy-proofness of the randomized Condorcet voting system », Social Choice and Welfare, vol. 48, no 3, p. 679-701.
- Lê Nguyên Hoang, La formule du savoir : une philosophie unifiée fondée sur le théorème de Bayes, EDP Sciences, 2018. 402 p.  (ISBN 978-2-7598-2260-7).
- (en) Lê Nguyên Hoang, A Roadmap for Robust End-to-End Alignment, 2018[38].
- Lê Nguyên Hoang et El Mahdi El Mhamdi. Le fabuleux chantier : rendre l'intelligence artificielle robustement bénéfique, EDP Sciences, 2019[39].
- Rachid Guerraoui et Lê Nguyên Hoang, Turing à la plage : L’intelligence artificielle dans un transat, Dunod, coll. « À la plage », juin 2020, 208 p., 142 × 205 mm (EAN 9782100795550 et 9782100813582, lire en ligne)[40].
- (en) Lê Nguyên Hoang, The Equation of Knowledge: From Bayes' Rule to a Unified Philosophy of Science, CRC Press, 2020, 460 p.[25]
- (zh) Lê Nguyên Hoang, 贝叶斯的博弈(数学思维与人工智能), Peoples Posts and Telecommunications Publishing House, 2021, 395 p.
- Lê Nguyên Hoang et Tristan Le Magoarou, SmartPoop: L'histoire d'une IA qui se lâche, Independently published, 2021, 139 p.
- (en) Lê Nguyên Hoang  AIs are out of (democratic) control Opinion by Lê Nguyên Hoang, SWI swissinfo.ch in 8 languages